# Оса (Котельницький район)
Оса́ (рос. Оса) — присілок у складі Котельницького району Кіровської області, Росія. Входить до складу Макар'євського сільського поселення.
Населення становить 27 осіб (2010, 115 у 2002).
Національний склад станом на 2002 рік — росіяни 94 %.